# رونالد بارنز
رونالد بارنز (بالإنجليزية: Ronald Barnes, 3rd Baron Gorell)‏ (و. 1884 – 1963 م) هو لاعب كريكت، ومحرر من المملكة المتحدة، والمملكة المتحدة لبريطانيا العظمى وأيرلندا، ولد في لندن، كان عضوًا في الحزب الليبرالي، توفي عن عمر يناهز 79 عاماً.

## مناصب
تولى منصب عضو مجلس اللوردات
.

## التعليم
تعلم في كلية باليول بجامعة أوكسفورد، وتعلم في مدرسة هرو، وتعلم في كلية ونشستر ‏
.

## الخدمة العسكرية
خدم في الجيش البريطاني.

## جوائز
حصل على جوائز منها:
- الصليب العسكري
- نيشان الامبراطورية البريطانية من رتبة قائد